# مايك كارمان
مايك كارمان (بالإنجليزية: Mike Carman)‏ هو لاعب هوكي الجليد أمريكي، ولد في 14 أبريل 1988 في أبل فالي في الولايات المتحدة.

## وصلات خارجية
- مايك كارمان على موقع دوري الهوكي الوطني (الإنجليزية)
- مايك كارمان على موقع EliteProspects.com (الإنجليزية)
- مايك كارمان على موقع HockeyDB.com (الإنجليزية)